# 世界オリンピアン協会
世界オリンピアンズ協会(World Olympians Association)は世界の元オリンピック選手（オリンピアン）が中心からなる組織。当時のIOCフアン・アントニオ・サマランチ会長の提唱により1995年に設立された。本部はハンガリー・ブダペスト。
各国のオリンピック委員会の傘下に各国オリンピアンズ協会があり、これを通じた選手がWOAメンバーである。日本にはNPO法人日本オリンピアンズ協会が設置されている。